# سلامة البربرية
سلامة بنت بشير البربرية وتُعرف باسم أم أبي جعفر المنصور، كما تُشير إليها بعض المصادر باسم أم المنصور العباسي، هي جاريةٌ بربرية، كانت جاريةً لمحمد بن علي بن عبد الله بن العباس فولدت له ابنه الخليفة أبو جعفر المنصور عام 95 هجريًا في قرية الحميمة جنوب الأردن.
يُشير القاضي التنوخي إليها في كتابه «الفرج بعد الشدة» حيث يذكر: «أبو جعفر عبد الله بن محمّد بن عليّ بن العبّاس:...... أمه بربريّة تدعى سلامة، وهذا هو سبب تقدّم أخيه السفّاح عليه في الحكم، لأنَّ أمّه عربيّة». كما تذكر مجلة «التراث العربي» الصادرة عام 1986: «وكان الناس يقولون: ملك الأرض ابنا بربريتين- يعنون: عبدالرحمن والمنصور وأمه سلامة البربرية، وأم عبدالرحمن راح البربرية».
أشار إليها أيضًا ابن الكردبوس في كتابه «الاكتفاء في أخبار الخلفاء»، حيث ذكر «أمه أم ولد اسمها {سلامة} بنت بشير البربري، ولدته في ذي الحجة سنة خمس وتسعين»، كما ذكر مُحقق الكتاب أنَّ نسخًا أخرى للكتاب تشير إليها باسم "سالمة"، وقال «سلامة البربرية من نفزة وقيل من صنهاجة»، كما ورد في نفس الكتاب «وأمه سلامة بنت بشير بن يزيد».